# Beldringe sogn
Beldringe sogn är en församling i Stege-Vordingborgs kontrakt (Roskilde stift). Fram till Kommunalreformen 1970 låg den i Bårse Herred (Præstø kommun). I Beldringe socken ligger Beldringes kyrka.
I Beldringe sogn finns följande stadsnamn:
- Beldringe (lantbruksegendom)
- Dyrlev (bebyggelse)
- Faksinge (bebyggelse)
- Gishale (bebyggelse)
- Hastrup (bebyggelse)
- Oregårdsvænge (bebyggelse)